# 幻想神域 -Cross to Fate-
『幻想神域 -Cross to Fate-』は、台湾のX-LEGEND Entertainmentが開発運営した基本無料MMORPG。
クローズドβ・オープンβテストを経て2013年10月31日に正式運営が開始された。2020年8月31日にサーバー移管の為一時サービスを終了、日本で設立されたムーンラビットへ運営が変わり2020年9月3日にサービス再開。

## 概要
2013年10月24日にオープンβテストを開始。その後10月31日に正式にサービスを開始した。当初は「幻想神域-Innocent World-」というタイトルだったが、2015年2月4日に現在のタイトルに変更された。運営はX-LEGEND GAMESにより、1ワールド7チャンネルより構成されている。現在稼働しているワールドはアルテミスのみ。

比較的美麗なグラフィックを特徴とする3DのMMORPGで、基本料金無料のアイテム課金制。運営は「アニメチックファンタジーMMORPG」と銘打っている。フィールドや背景などのマップは綺麗な一方で、プレイヤーキャラクターやNPC・後述する「幻神」はリアルさよりもアニメっぽい可愛さやかっこ良さを重視した作りになっている。2017年8月31日現在で、15の武器分類（及び職業）が存在する。

主人公は起源の使者として幻神と共に各地を冒険する。起源の使者としての力に目覚めそれを捨て去ろうとする事に始まり各地でその方法を探していくが、旅の途中で方針転換し一転して事実を受け入れ幻神と共に旅をしていく事にする。聖堂騎士団と共に各地での調査や問題解決をしたり、道中でダークナイトやその部下と対峙する。

HPの概念はあるが、MPやSPといった、技や魔法などのスキル使用時に消費するものの概念はない。また、武器のみ耐久度の概念があり、耐久度がなくなると武器が消滅することはないが、修理するまで使用できなくなる。スキルについては武器に応じたものが使用できるほか、武器に依存しないスキルも使用できる。武器により特殊なギミックがあり、それぞれの特色を強く意識させる作りになっている。